# Der Dreifachstecker
Der Dreifachstecker ist ein frühes Kurzfilm-Drama des österreichischen Filmautors, -produzenten und -regisseurs Hans Weingartner.

## Handlung
Ein Mann sitzt an einem heißen Hundstag vorm Tisch-Ventilator in seiner Wohnung und will Radio-Nachrichten hören, doch die einzige Steckdose ist vom Ventilator belegt. Daher brüllt er tyrannisch nach seiner Frau, sie solle den Dreifachstecker holen. Als sie stattdessen einen Vierfachstecker bringt, geht er wütend auf sie los, würgt sie, stößt sie zu Boden und schlägt mit dem Vierfachstecker brutalst auf sie ein, bis sie reglos liegenbleibt. Plötzlich hört er sie lustvoll stöhnen. »Ich hab es gewusst!« entgegnet er mehrfach, während die Frau, blutig am Boden sitzend, den Vierfachstecker wie einen Vibrator, Dildo oder Phallus liebkost und den Mann verflucht (»du wirst sterben«), sodass er weiter seinem Wahnsinn verfällt – dargestellt durch flashbackartige Filmsequenzen kafkaesker Visionen von Todesangst und vergeblicher Flucht. Daraufhin hält die Frau lächelnd und befriedigt ihre »Zigarette danach« in der rechten Hand und den Vierfachstecker in ihrer linken – wie ein triumphales Zepter bzw. wie einen Zauberstab. Am Ende baumelt der Mann erhängt am Strick. Die Frau indes hat den Sitzplatz des Mannes am Tisch-Ventilator eingenommen, der nun am Vierfachstecker zusammen mit dem Radio in Betrieb ist; sie lauscht genussvoll rauchend einer Radio-Musiksendung.

## Deutung
Der Mann fühlt sich von der Frau betrogen, und zwar mit einem Vierfachstecker. Symbolisch steht dieser unter anderem für jeden Nebenbuhler, mit dem sie mutmaßlich fremdgeht, aber auch für einen längeren Penis (Vierfachstecker statt nur Dreifachstecker), den ihr jetziger Mann nicht hat. Ist die Frau zunächst als chancenlos schwaches, wehrloses Opfer wahrzunehmen, stellt sie sich hernach als dämonisch hexenhafte, unbesiegbare Femme fatale heraus. Thematisiert werden also vor allem Phänomene wie die Waffen einer Frau, ihre sexuelle Macht, die Abhängigkeit der Männer von derselben, eine unterdrückte Neigung zu Sadomasochismus, Gewalt in der Ehe, Aspekte der Emanzipation, Seitensprünge, Parallelen zu Woyzeck u. v. a. m.

## Entstehung
Der netto 7 Minuten lange Film wurde 1995 in Schwarzweiß auf 16-mm-Film mit »geborgtem« Material von Richard Linklater gedreht, der zur selben Zeit Before Sunrise (mit Ethan Hawke und Julie Delpy) in Wien herstellte. Kamerafrau war Christine A. Maier (später Kamerafrau bei Nordrand). Vor Fertigstellung ging der als Produktionsassistent jobbende Weingartner, der auch in einer Kaffeehaus-Szene des Films zu sehen ist, nach Deutschland.

## Kritik
Der Schriftsteller Karl Weidinger, den Weingartner 1994 während eines Drehbuchseminars in Salzburg kennengelernt hatte, war einer der beiden Hauptdarsteller (neben Evita Desiree Stussak) und präsentierte den Kurzfilm 1995 im alternativen Wiener Werkstätten- und Kulturhaus (WUK). Von einem Teil des Publikums wurde Weidinger angefeindet: »Sie sind in Natura noch schlimmer als in diesem ohnehin schon schlimmen Film.« Der ebenfalls anwesende Avantgardefilmer Kurt Kren hingegen sowie die Kultikone Hermes Phettberg (im Vorfilm Phettberg von Marc Adrian zu sehen) lobten die technische Qualität.